# حي الشروق
حي الشروق، أو (ج21) هو حي في مدينة ينبع ويعتبر الحي قديما في الإنشاء ومنطقة جميلة لأهالي ينبع ويشمل الحي وحدات سكنية، ومصنع حديد صغير الحجم، مصنع أثاث صغير الحجم، جامع كبير، محطة وقود، وسوبر ماركت. 